# سیارک ۲۲۶۲
سیارک ۲۲۶۲ (به انگلیسی: 2262 Mitidika، نامگذاری:1978RB) دو هزار و دویست و شصت و دومین سیارک کشف شده‌است که در ۱۰ سپتامبر ۱۹۷۸ کشف شد.
قدر مطلق سیارک برابر ۱۲٫۶۰ است.